# 水口镇 (兴宁市)
水口镇是中华人民共和国广东省梅州市兴宁市下辖的一个乡镇级行政单位。，位於興寧南部。距離市区28公里。全鎮總面積228.85平方公里，人口7.8萬。下轄38個行政村和1個居委會。

## 名稱由來
水口被称为兴宁的南大门 ，因流经兴宁全境的宁江由此汇入梅江而得名。 水口镇水样村有一个叫塘布下的地方，被公认为是水口镇乃至兴宁市最美丽最可爱的地方。水口镇井下村是整个水口镇，乃至全兴宁市，有名的富裕村。主要自中国开放后，由于人多地少，村民早早外出做小生意，40年来带动周边几个镇十多万农民，珠三角地区发财致富。井下村是水口镇外出做生意农民的教父村。

## 人口与语言
水口人绝大部分是属于汉族的客家民系，即客家人，以客家话为日常用语。水口客家话与周边乡镇有微小差别，主要体现在水口人说话喜以“子”结尾，例如‘树子’和‘鱼子’分别为‘树’和‘鱼’。因此，兴宁境内许多其他乡镇的居民常戏称水口人为‘水口子’。 水口人纯朴且有幽默感，其中最能体现这点的要数这里的父母亲给他们的孩子们取的小名。这些小名通常于末尾附以押韵的字，比如“阿勇之”，“阿乌哒”，“老接哒”，“阿维头”，“大喇头”，等等。

## 行政区划
水口镇下辖以下地区：
水口社区、英勤村、水东村、达新村、邹洞村、荷树村、大坑村、益华村、石下村、井下村、官岭村、东升村、光华村、洋槐村、洋新村、盐米村、水洋村、小丰村、彭洞村、光夏村、河口村、黎光村、布头村、博溪村、先锋村、群兴村、前锋村、松陂村、教美村、双成村、璜江村、宋声村、下畲村、茂兴村、森丰村、新坪村、坪畲村、共寨村和径下村。